# Anomala tendinosa
Anomala tendinosa är en skalbaggsart som beskrevs av Gerstaecker 1867. Anomala tendinosa ingår i släktet Anomala och familjen Rutelidae. Utöver nominatformen finns också underarten A. t. echo.